# Мјехолупи (Лоуни)
Мјехолупи (чеш. Měcholupy) је насељено мјесто са административним статусом сеоске општине (чеш. obec) у округу Лоуни, у Устечком крају, Чешка Република.

## Становништво
Према подацима о броју становника из 2014. године насеље је имало 1.010 становника.